# Шивини

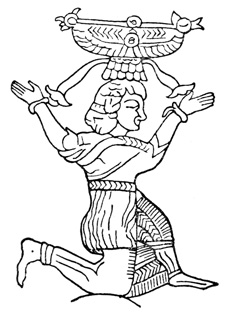
Изображение бога Шивини, прорисовка с железного урартского бронзового пояса, Исторический музей Армении

Шивини (урарт. DUTU) — урартский бог Солнца, третий по значимости бог урартского пантеона, следом за верховным богом Халди и богом грозы и войны Тейшеба. Супругой бога Шивини считалась богиня Тушпуеа, его символом как правило был крылатый диск. Другое имя бога Шивини - Артинис. Последний вариант сохраняется в современном армянском языке в значении восходящее солнце. Имя Шивини имеет анатолийское происхождение.
Большинство элементов урартской религии были заимствованы в Месопотамии, и бог Шивини был урартским аналогом ассирийского бога Шамаша и даже обозначался в урартской клинописи той же идеограммой. По распространенному предположению столица урартского государства, Тушпа, вероятно являлась культовым местом бога Шивини. Согласно урартским клинописным текстам жертвоприношение для бога Шивини должно было составлять 4 быка и 8 овец.